# Zhuk
Zhuk는 소련이 개발했던 항공 레이다다. 러시아 정부에 들어서도 꾸준히 개량형으로 업그레이드되고 있는 핵심 레이다다. 미그29 계열 전투기에 탑재되는 레이다로, 다양한 개량형 버전이 존재한다. 주크 레이다는 N010파조트론 레이다라고도 불리며, 주크 계열 레이다들은 파조트론 계열 레이다로 불리기도 한다.
- 러시아 - 1,200
- 중국 - 630
- 인도 - 60
- 조선민주주의인민공화국 - 50

## 개량형 종류
Zhuk : 미그29M과 미그23을 업그레이드하기 위한 Zhuk(N010) 레이다는 1986년에 처음 테스트되었다. 오리지널 주크 레이다는 순수 공대공 작전에만 사용할 수 있었으며 러시아 육군과의 연계같은 공대지 임무에는 미흡했었다. Zhuk 레이다는 무게 250kg에, 직경 68cm였으며 RCS 5 m2 크기의 비행기를 90km 거리에서 탐지하는 레이다다. 고도의 방위각에서 +/- 90도 + 55 / -40도 스캔 영역이며, 레이다 10-12 목표물을 추적할 수 있다. 전원 출력이 5 kW로 평가된다.
Zhuk-8II : 주크 레이다는 Shenyang F-8-II Finback-B를 위한 성능 개량을 거쳤다. 무게는 240kg이며, 탐지능력은 대 폭격기 90km와 대 전투기 70km의 탐지범위를 갖추고 있다. 방위각에서 +/- 85 ° 및 고도에서 + 55 / -40 °이다. 10개의 목표물을 탐지할 수 있으며, 2개의 목표물을 추적할 수 있다.
Zhemchoug : 청두 J-10 과 FC-1 등을 위해 개발된 주크 레이다다. 무게는 180kg이며 탐지거리는 80km이고 추적거리는 60km이다. 20개 목표물을 탐지하고 4개 목표물을 추적할 수 있다.
Zhuk-10PD : 미래에 업그레이드될 J-10을 위한 레이다다. 탐지거리는 160km( 80nm )이며 6개의 목표물을 동시추적할 수 있다.
Zhuk-27 : 수호이27을 위해 설계된 레이다로, 무게는 275kg이며,  5 m2 크기의 적기를 130km에서 탐지할 수 있다.
Zhuk-M (Export Designation Zhuk-ME) : MiG-29SMT를 업그레이드하기 위한 레이다다. 소련스파이가 11만달러를 주고 미국[휴즈]사 직원을 매수하여 APG-65(F/A-18호넷)레이더기술을 바탕으로 만들었다.이사건 이후로 소련이 레이더를 개발할때 넘겨받은 설계와 소스코드 참고하여 만들어서 소련의 레이더기술이 크게 발전했다. 10개 목표물을 동시추적하며, 4개 목표물을 동시타격하는 공대공 모드를 갖추고 있다. 5 m2 크기의 적기를 120km에서 탐지할 수 있다. 방위각에서  +/- 85  및 고도에서 + 55 / -40 °이다. 직경은 62cm며, 무게는 220kg이다.
Zhuk-MS (Export Designation Zhuk-MSE) : Zhuk-M 레이다를 수호이27을 위해 설계한 것이다. 중국 인민해방군 공군의 Su-30MKK이 본 레이다를 탑재한다. 10개 목표물을 동시추적하며, 4개 목표물을 동시타격하는 공대공 모드를 갖추고 있다. 5 m2 크기의 적기를 150km에서 탐지할 수 있다. 무게는 275 kg에 이른다. 직경은 98cm며 전원출력은 6 kW.
Zhuk-F/Zhuk-PH : PESA 레이다다. 165 km ~ 140 km 거리에서 3 m2 크기의 목표물을 탐지할 수 있다. 24개 목표물 중, 6-8개의 목표물을 동시추적할 수 있다. 직경은 98cm며, 무게는 275-300 kg이다. 방위각은 +/- 70이다.

RP-35 : RP-35는 파조트론 계열의 최초 PESA 레이다다. MIG-35에 탑재되는 PESA Zhuk-F 레이다다. 3 m2 크기의 24개 목표물을 140km 거리에서 동시추적할 수 있다. 직경은 80cm며, 무게는 220kg이다.

Zhuk-MF (Export Designation Zhuk-MFE) former N031 Sokol series : N031 Sokol 이라고도 불린다. 파조트론 계열 레이다 중 일종이다. 20개의 목표물을 120km 거리에서 동시추적할 수 있다. 직경 70cm며, 무게는 285kg이다.

Zhuk-MSF (Export Designation Zhuk-MSFE) former N031 Sokol series : N031 Sokol 이라고도 불린다. 파조트론 계열 레이다 중 일종이다. 미그31을 위한 레이다로, 180 km 거리에서 5 m2 크기의 목표물 30개를 동시추적, 6개를 동시타격할 수 있는 공대공 모드를 갖췄다. 직경은 98cm며, 무게는 305kg이다. 전원 출력은 8 kW이다.

Zhuk-MA/MAE : 파조트론 계열의 AESA 레이다다. 모듈은 1,088개며, 직경은 70cm다.  탐지거리는 200 km며, 30개 목표물을 동시추적할 수 있다. 무게는 400~500 kg로 상당히 무거운 편이다.

Zhuk-A/AE : 57cm 직경에, 680개 모듈을 갖추고 있다. 3m2 크기의 30개 목표물을 120km 거리에서 동시추적할 수 있다.

FGA-35(3D) 파조트론 계열의 AESA 레이다다. 직경 68cm에, 960개 모듈을 갖추고 있다.

## 같이 보기
- AN/APG-63
- AN/APG-66
- AN/APG-80
- N001